# União das Freguesias de Terrugem e Vila Boim
Die União das Freguesias de Terrugem e Vila Boim ist eine portugiesische Gemeinde (Freguesia) im Kreis (Concelho) Elvas im Alto Alentejo, Portugal.

## Geschichte
Die Gemeinde entstand im Zuge der Gebietsreform vom 29. September 2013 durch die Zusammenlegung der ehemaligen Gemeinden Terrugem und Vila Boim.
Terrugem wurde Sitz der neuen Verwaltung.

## Demographie
| Freguesia | Freguesia            | Freguesia | Freguesia       | ehemalige Freguesias | ehemalige Freguesias | ehemalige Freguesias | ehemalige Freguesias |
| --------- | -------------------- | --------- | --------------- | -------------------- | -------------------- | -------------------- | -------------------- |
| Wappen    | Freguesia            | Einwohner | Fläche in (km²) | Wappen               | Freguesia            | Einwohner            | Fläche in (km²)      |
|           | Terrugem e Vila Boim | 2105      | 98,22           |                      | Terrugem             | 1257                 | 72,73                |
|           | Terrugem e Vila Boim | 2105      | 98,22           | Vila Boim            | 1229                 | 25,5                 |                      |